# Cleistogenes gatacrei
Cleistogenes gatacrei är en gräsart som först beskrevs av Otto Stapf, och fick sitt nu gällande namn av Norman Loftus Bor. Cleistogenes gatacrei ingår i släktet Cleistogenes, och familjen gräs. Inga underarter finns listade i Catalogue of Life.